# Provinciale weg 362
De provinciale weg 362 (N362), ook Gereweg of Holeweg genoemd, is een provinciale weg in de provincie Groningen welke een verbinding vormt tussen de N33 ten zuiden van Delfzijl en de aansluiting Scheemda van de A7. De weg is een belangrijke ontsluitingsweg voor de haven van Delfzijl en het industriegebied Oosterhorn.
De weg is tussen 1955 en 1960 aangelegd en uitgevoerd als tweestrooks-gebiedsontsluitingsweg met een maximumsnelheid van 80 km/h. In de gemeente Eemsdelta heet de weg Holeweg en Rijksweg. In de gemeente Oldambt heet de weg Gereweg.

## Geschiedenis
Het nummer N362 werd ingevoerd met ingang van de tweede fase van de invoering van de wegnummering ten behoeve van bewegwijzering. Deze fase betrof de invoering van driecijferige wegnummers tot en met 399 en werd in 1981 geïmplementeerd. Daarbij werd de route bewegwijzerd vanaf het centrum van Delfzijl naar de toenmalige N7 (Groningen - Nieuweschans). In 1990, toen de A7 tussen Noordbroek en Winschoten voor verkeer werd opengesteld, werd de route ingekort tot de aansluiting Scheemda op de nieuwe A7.
Met de opening van de rondweg zuidelijk om Delfzijl omstreeks 1995 werd de route verlegd in de richting van de Holeweg (een ontsluitingweg van ca. 1970). Sindsdien loopt de N362 niet meer door het centrum van de stad, maar sluit deze ter hoogte van de buurtschap Amsweer aan op de Rijksweg N33, waardoor het centrum niet meer belast wordt door zwaar doorgaand verkeer. Het verlengde van de weg, ook wel Oosterveldweg genoemd, kreeg het nummer N991.
Het zuidelijke deel van de weg tot Nieuwolda is aangelegd over een oude ontsluitingslaan, die Geereweg, Gareweg of Groene weg werd genoemd. De naam verwijst naar de 'gerende' (taps toelopende) verkaveling, die uitliep op een schuine sloot, de Gaergroepe, vermeld sinds 1563, maar vermoedelijk al daterend uit de ontginningstijd rond het jaar 1000. In aansluiting daaraan sprak men ook wel over de Gaergroepewech (1638). Voor de voortzetting vanaf Nieuwolda tot Weiwerd maakte men gebruik van het tracé van de Noordoostlocaalspoorweg uit 1910.